# Mordella ruficornis
Mordella ruficornis es una especie de coleóptero de la familia Mordellidae.

## Distribución geográfica
Habita en Ingria.